# Cannondale Pro Cycling Team/Saison 2016
Diese Liste beschreibt die Mannschaft und die Erfolge des Radsportteams Cannondale Pro Cycling Team in der Saison 2016.

## Erfolge in der UCI Europe Tour
Bei den Rennen der UCI Europe Tour im Jahr 2016 gelangen dem Team nachstehende Erfolge.
| Datum        | Rennen                             | Kat. | Sieger                             |
| ------------ | ---------------------------------- | ---- | ---------------------------------- |
| 20. Februar  | 1. Etappe Tour du Haut-Var         | 2.1  | Tom-Jelte Slagter                  |
| 6. März      | GP Industria & Artigianato         | 1.1  | Simon Clarke                       |
| 11. August   | 1. Etappe Czech Cycling Tour (MZF) | 2.1  | Cannondale-Drapac Pro Cycling Team |
| 8. September | 5. Etappe Tour of Britain          | 2.HC | Jack Bauer                         |

## Erfolge in der UCI America Tour
Bei den Rennen der UCI America Tour im Jahr 2016 gelangen dem Team nachstehende Erfolge.
| Datum     | Rennen                          | Kat. | Sieger          |
| --------- | ------------------------------- | ---- | --------------- |
| 16. Mai   | 2. Etappe Kalifornien-Rundfahrt | 2.HC | Ben King        |
| 19. Mai   | 5. Etappe Kalifornien-Rundfahrt | 2.HC | Toms Skujins    |
| 6. August | 6. Etappe Tour of Utah          | 2.HC | Andrew Talansky |

## Erfolge in der UCI Asia Tour
Bei den Rennen der UCI Asia Tour im Jahr 2016 gelangen dem Team nachstehende Erfolge.
| Datum       | Rennen    | Kat. | Sieger          |
| ----------- | --------- | ---- | --------------- |
| 23. Oktober | Japan Cup | 1.HC | Davide Villella |

## Nationale Straßen-Radsportmeister
| Datum     | Rennen                                           | Sieger               |
| --------- | ------------------------------------------------ | -------------------- |
| 8. Januar | Neuseeländische Meisterschaft – Einzelzeitfahren | Patrick Bevin        |
| 26. Juni  | Litauische Meisterschaft – Straßenrennen         | Ramunas Navardauskas |

## Zugänge – Abgänge
| Zugänge         | Team 2015                      | Abgänge             | Team 2016              |
| --------------- | ------------------------------ | ------------------- | ---------------------- |
| Pierre Rolland  | Team Europcar                  | Lasse Norman Hansen | Stölting Service Group |
| Ryan Mullen     | An Post-Chain Reaction         | Tom Danielson       |                        |
| Toms Skujins    | Hincapie Racing Team           | Ryder Hesjedal      | Trek-Segafredo         |
| Phil Gaimon     | Optum-Kelly Benefit Strategies | Janier Acevedo      | Team Jamis             |
| Simon Clarke    | Orica GreenEdge                | Daniel Martin       | Etixx-Quick Step       |
| Lawson Craddock | Team Giant-Alpecin             | Nathan Haas         | Team Dimension Data    |
| Matti Breschel  | Tinkoff-Saxo                   | Ted King            | Laufbahn beendet       |
| Rigoberto Uran  | Etixx-Quick Step               | Matej Mohorič       | Lampre-Merida          |
| Wouter Wippert  | Drapac Professional Cycling    |                     |                        |
| Patrick Bevin   | Avanti Racing Team             |                     |                        |
| Michael Woods   | Optum-Kelly Benefit Strategies |                     |                        |

## Mannschaft
| Teamkader 2016                                             | Teamkader 2016    | Teamkader 2016         | Teamkader 2016                        |
| Name                                                       | Geburtsdatum      | Land                   | Vorheriges Team                       |
| ---------------------------------------------------------- | ----------------- | ---------------------- | ------------------------------------- |
| Jack Bauer                                                 | 7. April 1985     | Neuseeland             | Endura Racing (2011)                  |
| Alberto Bettiol                                            | 29. Oktober 1993  | Italien                | Cannondale (2014)                     |
| Patrick Bevin                                              | 15. Februar 1991  | Neuseeland             | Avanti Racing Team (2015)             |
| Matti Breschel                                             | 31. August 1984   | Dänemark               | Tinkoff-Saxo (2015)                   |
| Nathan Brown                                               | 7. Juli 1991      | Vereinigte Staaten     | Bontrager (2013)                      |
| André Cardoso                                              | 3. September 1984 | Portugal               | Caja Rural-Seguros RGA (2013)         |
| Simon Clarke                                               | 18. Juli 1986     | Australien             | Orica-GreenEDGE (2015)                |
| Lawson Craddock                                            | 20. Februar 1992  | Vereinigte Staaten     | Giant-Alpecin (2015)                  |
| Joseph Dombrowski                                          | 12. Mai 1991      | Vereinigte Staaten     | Team Sky (2014)                       |
| Davide Formolo                                             | 25. Oktober 1992  | Italien                | Cannondale (2014)                     |
| Phil Gaimon                                                | 28. Januar 1986   | Vereinigte Staaten     | Optum-Kelly Benefit Strategies (2015) |
| Alex Howes                                                 | 1. Januar 1988    | Vereinigte Staaten     | Chipotle Development (2011)           |
| Ben King                                                   | 22. März 1989     | Vereinigte Staaten     | RadioShack-Leopard (2013)             |
| Kristijan Koren                                            | 25. November 1986 | Slowenien              | Cannondale (2014)                     |
| Sebastian Langeveld                                        | 17. Januar 1985   | Niederlande            | Orica-GreenEDGE (2013)                |
| Alan Marangoni                                             | 16. Juli 1984     | Italien                | Cannondale (2014)                     |
| Moreno Moser                                               | 25. Dezember 1990 | Italien                | Cannondale (2014)                     |
| Ryan Mullen                                                | 7. August 1994    | Irland                 | An Post-ChainReaction (2015)          |
| Ramūnas Navardauskas                                       | 30. Januar 1988   | Litauen                | Vélo-Club La Pomme Marseille (2010)   |
| Pierre Rolland                                             | 10. Oktober 1986  | Frankreich             | Team Europcar (2015)                  |
| Kristoffer Skjerping                                       | 4. Mai 1993       | Norwegen               | Joker (2014)                          |
| Toms Skujiņš                                               | 15. Juni 1991     | Lettland               | Hincapie Racing (2015)                |
| Tom-Jelte Slagter                                          | 1. Juli 1989      | Niederlande            | Belkin (2013)                         |
| Andrew Talansky                                            | 23. November 1988 | Vereinigte Staaten     | Amore & Vita-McDonald's (2009)        |
| Rigoberto Urán                                             | 26. Januar 1987   | Kolumbien              | Etixx-Quick Step (2015)               |
| Dylan van Baarle                                           | 21. Mai 1992      | Niederlande            | Rabobank Development (2013)           |
| Davide Villella                                            | 27. Juni 1991     | Italien                | Cannondale (2014)                     |
| Wouter Wippert                                             | 14. August 1990   | Niederlande            | Drapac Professional Cycling (2015)    |
| Michael Woods                                              | 12. Oktober 1986  | Kanada                 | Optum-Kelly Benefit Strategies (2015) |
| Ruben Zepuntke                                             | 29. Januar 1993   | Deutschland            | Bissell Development (2014)            |
| Jonathan Dibben (1. Aug.–31. Dez., Stagiaire)              | 12. Februar 1994  | Vereinigtes Königreich | Team Wiggins (2016)                   |
|                                                            |                   |                        |                                       |
| Quellen: ProCyclingStats Cycling Quotient Cycling Archives |                   |                        |                                       |